# Час убивати (фільм, 1987)
Час вбивати (англ. The Killing Time) — американський трилер 1987 року.

## Сюжет
Таємничий незнайомець вбиває Брайана Марса, коли той їде в провінційне містечко, щоб вступити на посаду помічника шерифа. Прибувши в місто чужак видає себе за Брайана. Тим часом, міський шериф на ім'я Сем планує вбивство місцевого фермера Джека — шалено ревнивого чоловіка своєї коханки. Разом з нею він вирішує повісити цей злочин на помічника шерифа «Брайана», який теж довгий час полював за Джеком, щоб помститися йому за смерть свого батька.

## У ролях
| Актор            | Роль                |
| ---------------- | ------------------- |
| Бо Бріджес       | Сем Вейберн         |
| Кіфер Сазерленд  | незнайомець         |
| Вейн Роджерс     | Джейк Вінслоу       |
| Джо Дон Бейкер   | Карл Каннінгем      |
| Камелія Кет      | Лора Вінслоу        |
| Джанет Керролл   | Ліла Даггет         |
| Майкл Медсен     | Стю                 |
| Грейсі Гаррісон  | Мері Еллен Кноллер  |
| Гарві Вернон     | Дік                 |
| Ширі Епплбі      | Енні Вінслоу        |
| Джеб Елліс-Браун | Брайан Марс         |
| Гаррієт Медін    | Нелл                |
| Річард Болик     | коронер             |
| Марк Баркавіц    | батько незнайомця   |
| Метью Брейді     | молодий незнайомець |
| Пол Маккенна     | людина на вечірці   |